# Lóculo (arquitetura)

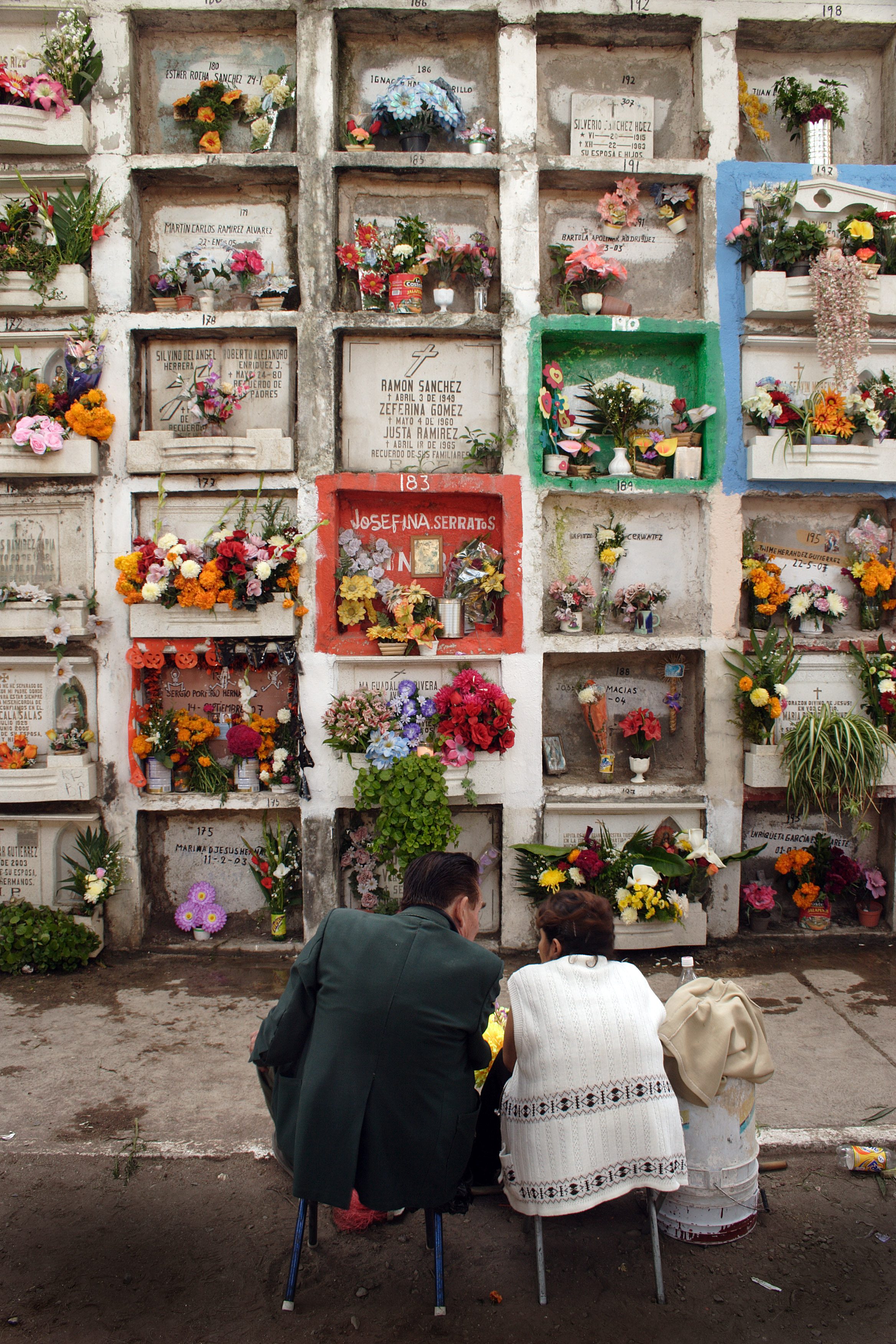
Lóculos no cemitério de Guanajuato, México

Lóculo (em latim: Loculus), em arquitetura, é um nicho destinado a abrigar um cadáver. Usualmente encontrado em qualquer catacumbas, hipogeu, mausoléu ou outro local de sepultamento. O Lóculo também pode referir-se alternativamente a sarcófago.